# アクティス (ギリシア神話)
アクティス（古希: Ἀκτίς, Aktis）は、ギリシア神話の人物である。太陽神ヘーリオスとポセイドーンの娘ロドスの7人の息子たち（ヘーリアデース）の1人で、オキモス、ケルカポス、マカル、テナゲース、カンダロス、トリオパス、エレクトリュオーネーと兄弟。ヘーリアデースの中で最も優秀であったテナゲースに嫉妬し、兄弟のマカル、カンダロス、トリオパスとともにテナゲースを殺した。しかし殺人の罪が露見したとき彼らは方々に逃亡した。アクティスはエジプトに逃げて父ヘーリオスの名前にちなんだ都市ヘリオポリスを創建し、エジプト人に天文学を教えた。